# Radinosiphon lomatensis
Radinosiphon lomatensis là một loài thực vật có hoa trong họ Diên vĩ. Loài này được (N.E.Br.) N.E.Br. miêu tả khoa học đầu tiên năm 1932.